# Capital gain
Il capital gain, chiamato anche guadagno in conto capitale o utile di capitale, è un termine finanziario utilizzato per indicare la differenza tra il prezzo di vendita e quello di acquisto di uno strumento finanziario, come beni immobili (ad esempio abitazioni) o valori mobiliari (ad esempio azioni). È anche conosciuto come plusvalenza, suo sinonimo. Quando si ha una differenza negativa tra prezzo di acquisto e prezzo di vendita, si parla invece di minusvalenza, o capital loss.

## Definizione
1. Le plusvalenze patrimoniali: l’articolo 86 t.u.i.r.
La disciplina delle plusvalenze patrimoniali la troviamo principalmente nel t.u.i.r., ovvero il “Testo Unico delle Imposte sui Redditi”, all’articolo 86. 
La plusvalenza patrimoniale è una componente di reddito di segno positivo, che otteniamo a seguito del distacco dal patrimonio dell’impresa di un bene diverso dal cd. “bene merce”.
L’articolo 86, comma 1 del t.u.i.r., precisa che le plusvalenze concorrono a formare il reddito:
a) se sono realizzate mediante cessione a titolo oneroso; 
b) se sono realizzate mediante il risarcimento, anche in forma assicurativa, per la perdita o il danneggiamento dei beni; 
c) se i beni vengono assegnati ai soci o destinati a finalità estranee all'esercizio dell'impresa.
La quantificazione di una plusvalenza è differente in base alla modalità con cui questa è stata realizzata. 
Inoltre l’articolo 86 al comma 2 quantifica la plusvalenza ottenuta con le modalità delle lett. a) e b) del primo comma del medesimo articolo; mentre il comma 3 quantifica la plusvalenza ottenuta con le modalità della lett. c). 
2. Il capital gain 
Gli strumenti finanziari quali le partecipazioni, qualificate e non qualificate, in società ed enti residenti, nonché obbligazioni, titoli di Stato etc. consentono, oltre alla distribuzione eventuale di dividendi, di conseguire guadagni in conto capitale nel caso in cui il prezzo di mercato al momento della vendita sia più alto rispetto a quello di acquisto.
Il capital gain è la differenza tra il prezzo di emissione e quello di rimborso, ovvero una plusvalenza costituita dalla differenza tra il prezzo percepito all'atto della cessione della partecipazione e il costo d'acquisto al lordo degli oneri accessori, ad esclusione degli eventuali interessi passivi, anche il valore rideterminato in caso di rivalutazione delle partecipazioni stesse ai sensi dell'art. 5 della Legge n. 448/2001, dell'art. 2 del D.L. n. 282/2002 e successive modificazioni.
Affinché si realizzi il capital gain, le menzionate cessioni devono avvenire a titolo oneroso come la compravendita, conferimento in società, datio in solutum, costituzione o cessione di diritto d'usufrutto, etc..
Invece donazione e successione, ad esempio, non danno origine al capital gain.
I gestori dei fondi di investimento sono remunerati in funzione del capital gain: percepiscono generalmente una percentuale dell'incremento del valore del fondo gestito se questo si è rivalutato.

## Sviluppo Storico
L’evoluzione della normativa sulle plusvalenze è stata influenzata da vari fattori storici e sociali, in particolare da due esigenze specifiche: creare un sistema fiscale equo, finanziare la spesa pubblica e rendere i criteri di tassazione più competitivi rispetto agli ordinamenti fiscali degli altri Paesi europei. Le origini del concetto di plusvalore risalgono a Karl Marx che lo utilizzò per definire il valore in eccesso prodotto dai lavoratori rispetto al valore della forza lavoro. 
In Italia, dopo la Prima guerra mondiale, l'ingente debito pubblico e l'accumulo di patrimoni privati spinsero il governo a cercare nuove fonti di entrata. I primi tentativi di tassazione negli anni '20 e '30 si concentrarono sui patrimoni netti, con aliquote progressive che miravano a colpire maggiormente i più ricchi. Con il R.D.L. 5 febbraio 1922, n. 78 fu introdotta un’imposta straordinaria sul patrimonio per effettuare un “prelievo straordinario sulla ricchezza nazionale”
La Seconda Guerra Mondiale portò all'introduzione di ulteriori tasse straordinarie per finanziare le spese belliche. In questo contesto il valore dei beni salì drasticamente, rendendo il prelievo patrimoniale molto oneroso per i contribuenti. In particolare nel 1947, fu introdotta un’imposta patrimoniale straordinaria e progressiva (Dpr n. 203/1950) che colpiva i patrimoni netti delle persone fisiche con aliquote che variavano dal 6% al 61,61%.
Negli anni ‘50 la crescita economica stimolò un incremento degli investimenti e la richiesta di un sistema fiscale più equo e preciso. Durante questo periodo, le norme fiscali iniziarono ad evolversi per rispondere alle esigenze di un’economia in crescita ma le plusvalenze rimanevano tassate come parte del reddito, senza esenzioni specifiche. Con l’inizio degli anni ’70 (legge 825. 09/10/1971) il governo attuò una grande riforma tributaria che si basava su due principi costituzionali fondamentali: il concorso di ognuno in base alla propria capacità contributiva e la progressività delle imposte. Con questa legge viene stabilita la tassazione delle plusvalenze derivanti da cessione di partecipazioni societarie prevedendo anche alcune esenzioni in caso di cessione di partecipazioni detenute a lungo. 
Dagli anni ’90 la complessità crescente dell’economia post globalizzazione e la necessità di un sistema fiscale allineato con quello degli altri Stati membri dell'Unione europea hanno influenzato modifiche normative che cercavano un bilanciamento tra il rispetto dell’equità fiscale e l’esigenza di un sistema fiscale competitivo che favorisca gli investimenti e la crescita economica.

## Calcolo
Il Capital Gain (o plusvalenza esente) è generalmente calcolato prendendo il prezzo di vendita di uno strumento finanziario e sottraendo ad esso il suo costo d'acquisto ed eventuali spese sostenute per le transazioni. Se il valore ottenuto è positivo, allora si parla di capital gain, altrimenti, se è negativo, si tratta di una capital loss (o minusvalenza). In realtà molti governi forniscono metodi differenti per il calcolo delle plusvalenze sia per i privati che per le imprese, talvolta per fornire uno sgravio fiscale abbassando il valore della plusvalenza calcolata. 
Quanto appena detto riguardo alle plusvalenze esenti vale anche per un secondo tipo di plusvalenza, quella patrimoniale. La disciplina, simile a quella appena descritta, è esposta nei commi 2 e 3 dell'articolo 86 del t.u.i.r., che sostengono rispettivamente: “Nelle ipotesi di cui alle lettere a) e b) del comma 1 la plusvalenza è costituita dalla differenza fra il corrispettivo o l'indennizzo conseguito, al netto degli oneri accessori di diretta imputazione, e il costo non ammortizzato”, e a seguire “Nell'ipotesi di cui alla lettera c) del comma 1, la plusvalenza è costituita dalla differenza tra il valore normale e il costo non ammortizzato dei beni”. Anche in questo caso si parlerà di plusvalenza se il valore ottenuto sarà positivo, in caso contrario si parlerà di minusvalenza.
Due questioni intervengono a complicare questo calcolo: 
- La prima riguarda il costo non ammortizzato. L'ammortamento di un bene consiste nel suddividere il costo di questo, nella tassazione, per gli anni di utilizzo previsto tramite un "piano di ammortamento". La quota di ammortamento si ottiene moltiplicando il valore del bene per il coefficiente di ammortamento della categoria cui appartiene. Il coefficiente viene stabilito per tutti i beni ogni anno con decreto ministeriale. Sono ammortizzabili solo quei beni che hanno una durata pluriennale.
- La seconda questione emerge dall’art. 86, comma 3, ed è il cd. “valore normale”. Il legislatore ne parla unicamente nel momento in cui si decide di assegnare i beni ai soci o destinarli a finalità estranee all’esercizio dell’impresa. La ratio è che in questo caso i redditi sono realizzati in natura, mentre il reddito imponibile è espresso in denaro: bisogna dunque tradurre questa parte di reddito in termini monetari. Ciò serve sia per determinare il reddito imponibile, sia per il computo della plusvalenza. Secondo l'art. 9, comma 3, t.u.i.r. i beni vanno valutati in base al loro valore normale, ossia al “prezzo o corrispettivo mediamente praticato per i beni e i servizi della stessa specie o similari, in condizioni di libera concorrenza e al medesimo stadio di commercializzazione, nel tempo e nel luogo in cui i beni o servizi sono stati acquisiti o prestati, e, in mancanza, nel tempo e nel luogo più prossimi”. Per comprendere quale sia il prezzo o il corrispettivo mediamente praticato, si può far riferimento “ai listini o alle tariffe del soggetto che ha fornito i beni o i servizi e, in mancanza, alle mercuriali e ai listini delle camere di commercio e alle tariffe professionali, tenendo conto degli sconti d'uso. Per i beni e i servizi soggetti a disciplina dei prezzi si fa riferimento ai provvedimenti in vigore”.

## Trattamento fiscale

### Persone fisiche
I capital gain non hanno il medesimo trattamento fiscale da parte dei vari paesi nel mondo. Alcune giurisdizioni hanno tasse nulle sui capital gain e in forza di tale politica sono utilizzate da investitori istituzionali al fine di ottimizzare il carico fiscale sugli investimenti. La normativa fiscale italiana considera redditi tassabili i guadagni di capitale. Vi è una distinzione in base al fatto che i capital gain siano realizzati da persone fisiche o giuridiche. Per le persone fisiche i guadagni di capitale, conseguiti cedendo partecipazioni non qualificate o altri titoli non azionari, sono soggetti ad un'aliquota fissa del 26%. La cessione di partecipazioni qualificate impone di dichiarare il 49,72% del capital gain, con successiva tassazione ordinaria.

### Imprese
Nel caso in cui la plusvalenza appartenga ai redditi di impresa, ovvero se prodotta dai soggetti elencati all'articolo 55 T.u.i.r., essa rientrerà nel reddito imponibile, quindi oggetto di tassazione, che si è formato nel corso del periodo di imposta al quale appartiene anche la realizzazione della plusvalenza come disciplinato dall'articolo 86 T.u.i.r.
La tassazione della plusvalenza patrimoniale può avere come oggetto un qualsiasi bene strumentale, con l'esclusione dei beni merce che sono soggetti alla tassazione dei ricavi; tuttavia nel caso in cui la plusvalenza derivi da una partecipazione in società di capitali, essa non concorrerà nel reddito imponibile per l'intero, ma soltanto per il 58,14 percento. Le plusvalenze costituendo reddito imponibile sono soggette alle imposte dirette dell'IRPEF e dell'IRES, tassazione che si differenzia a seconda dei soggetti che ne sono colpiti. Nel caso di persone fisiche, come l'imprenditore individuale, la plusvalenza è assoggettata all'imposta diretta dell'IRPEF, dunque ad aliquote, secondo il principio della progressività, indicate all'articolo 11 T.u.i.r.:
- 23 percento fino a 15.000 euro;
- 25 percento oltre 15.000 euro e fino a 28.000 euro;
- 35 percento oltre 28.000 euro e fino a 50.000 euro;
- 43 percento oltre 50.000 euro.[11]

Per il periodo di imposta relativo all'anno 2024, le aliquote sono state derogate nei seguenti modi:
- 23 percento fino a 28.000 euro;
- 35 percento oltre 28.000 euro e fino a 50.000 euro;
- 43 percento oltre 50.000 euro.[12][13]

Se il soggetto che ha prodotto una plusvalenza é individuato dall'articolo 73 T.u.i.r., quindi é una società di capitali o un ente commerciale residente in Italia che svolge principalmente l’attività commerciale, un ente non commerciale residente in italia che non esercita in via esclusiva attività commerciale, o una società non residente in Italia; la plusvalenza sarà soggetta all'imposta diretta dell’IRES che si applica ai soggetti con personalità giuridica e la tassazione sarà, a differenza dell'IRPEF, basata su un'unica aliquota pari al 24 percento.
La tassazione della plusvalenza nel reddito di impresa risponde inoltre ad una serie di principi; il principio di derivazione dal risultato civilistico, che fa si che la tassazione della plusvalenza avvenga attraverso una variazione in aumento sulla base del risultato ottenuto nel conto economico del relativo periodo di imposta. Il principio dell'inerenza che permette di dedurre eventuali componenti negative di reddito che sono collegate all'attività di impresa, come per esempio il costo ammortizzato, da cui deriva la necessità di calcolare la plusvalenza senza il costo già ammortizzato per evitare una doppia imposizione, e il principio della previa imputazione a conto economico che stabilisce la deducibilità solo delle voci imputate a conto economico.
Se i titoli, la cui cessione ha dato luogo al capital gain, sono stati iscritti come immobilizzazioni finanziarie negli ultimi tre bilanci è prevista un'agevolazione (art. 86 comma 4 Tuir). È possibile optare per la “rateizzazione” in quote costanti nell'esercizio di realizzo e nei quattro successivi (tassazione differita). Tale opzione ha effetto solo fiscale, pertanto la plusvalenza continua a concorrere interamente all'utile dell'esercizio nel corso del quale è realizzata. La ratio è da ricercare nel tentativo di tener conto dell'occasionalità dei capital gain e del fatto che si tratta di redditi formatisi nel corso di più esercizi, anche se la rilevazione avviene nel momento della cessione del titolo.
L’agevolazione appena vista, sorge in relazione alle plusvalenze cd. patrimoniali, ai sensi dell’articolo 86 T.u.i.r., comma 4. Tali plusvalenze concorrono a formare il reddito per l’intero ammontare nell’esercizio in cui sono state realizzate, in conformità al cd. principio di competenza. Tuttavia, nel caso in cui i beni sono stati posseduti per un periodo non inferiore a tre anni, il contribuente - anche quello cd. IAS adopter - potrebbe optare per la scelta di non far concorrere l’intero ammontare nell’esercizio in cui sono state realizzate, ma di far concorrere la plusvalenza alla formazione del reddito in quote costanti nell’esercizio di realizzo e nei successivi. Vi è il limite di non superare il quarto anno.
Per poter usufruire di questa agevolazione, il contribuente deve esprimere la sua scelta nella dichiarazione dei redditi relativa al periodo di imposta nel corso del quale è stata realizzata la plusvalenza. Altrimenti la plusvalenza concorrerà a formare il reddito per l’intero.
Possono essere oggetto di rateizzazione soltanto le plusvalenze realizzate ai sensi dell’articolo 86, comma 2 T.u.i.r., lett. a) e b), ovvero:
- mediante cessione a titolo oneroso;
- mediante il risarcimento, anche in forma assicurativa, per la perdita o il danneggiamento dei beni.

### Società

#### Origini delle Esenzioni Fiscali
Con il crescente sviluppo economico e l'espansione del mercato finanziario negli anni '70 e '80, il legislatore ha introdotto alcune riforme del sistema fiscale per incentivare gli investimenti, stimolare la crescita economica e ridurre la disoccupazione. In questo contesto, le plusvalenze esenti sono state introdotte come metodo per attrarre capitali e favorire la mobilità degli investimenti. 
Il Testo unico delle imposte sui redditi (TUIR), approvato con il decreto legislativo (D.Lgs.) n. 917/1986 fornisce una disciplina più organica su questo tema. In particolare è l’art 87 TUIR a stabilire le condizioni per l'esenzione delle plusvalenze.
Nello specifico, la "riforma Tremonti" (D.lgs. 344/2003) ha introdotto il regime di esenzione fiscale delle plusvalenze, derivanti dalla cessione di partecipazioni societarie, denominandolo Participation Exemption (PEX).
La PEX ha l’obiettivo di favorire investimenti a lungo termine, stimolare la crescita economica delle imprese e dello Stato, favorendo un ambiente imprenditoriale più attrattivo e incrementando “la competitività del sistema produttivo, adottando un modello fiscale omogeneo a quelli più efficienti in essere negli Stati membri dell’Unione europea” (art. 4 della delega 7 aprile 2003, n. 80). Per esempio Olanda e Lussemburgo sono noti per attrarre holding di partecipazione grazie a regimi fiscali più vantaggiosi. L'esenzione si applica alle plusvalenze realizzate dalla cessione di partecipazioni in società, con l'obiettivo di facilitare i riassetti societari e la gestione flessibile dei guadagni aziendali.
La PEX contribuisce a eliminare la doppia imposizione economica dei dividendi e a garantire la simmetria di trattamento fiscale tra plusvalenze e minusvalenze.
La normativa è stata approfondita dalle Circolari n. 36/2004 e n. 29/2013 dell’Agenzia delle entrate che hanno ridotto l'incertezza normativa e agevolato gli investimenti.
Più recentemente il D.lgs. n. 142/2018, recependo la Direttiva dell'Unione europea 2016/1164, ha introdotto ulteriori modifiche su disposizioni riguardanti i requisiti di residenza o localizzazione delle imprese per contrastare l’elusione fiscale e migliorare l'equità del sistema per garantire che le aziende siano tassate in modo giusto a prescindere dalla loro posizione..

#### Unione Europea
L’Unione Europea promuove un mercato unico all’interno del suo territorio, per garantire la libera circolazione, di persone, merci, servizie capitali.. Per raggiungere questo scopo è richiesto agli Stati membri di armonizzare le proprie normative, comprese quelle fiscali, per garantire una concorrenza leale tra le aziende, per prevenire la doppia imposizione e contrastare l’elusione fiscale. 
Negli ultimi anni, in seguito alla globalizzazione e alla crescente mobilità di capitali, gli Stati membri hanno iniziato a competere per attrarre investimenti rendendo il proprio mercato più attraente e adottando esenzioni fiscali come quelle sulle plusvalenze. L’Italia, ad esempio, ha introdotto il regime di Participation Exemption (PEX) nel 2003.. 
L'UE ha risposto a questa tendenza emanando diverse direttive volte ad armonizzare le legislazioni fiscali degli Stati membri in materia di plusvalenze. Tra le più pertinenti si segnalano: 
- la Direttiva sulle Fusioni (90/434/CEE) che stabilisce un regime fiscale per le fusioni, scissioni e operazioni di conferimento di beni tra società e prevede che, in determinate condizioni, le plusvalenze realizzate in seguito a queste operazioni possano essere esentate da tassazione, facilitando così le ristrutturazioni aziendali[28];
- la Direttiva 2003/49/CE si concentra sul regime fiscale comune applicabile ai pagamenti di interessi e canoni tra società consociate in diversi Stati membri con lo scopo di evitare la doppia imposizione di questi pagamenti, assicurando che siano tassati solo una volta in uno Stato membro[29];
- la Direttiva 2009/133/CE mira a evitare la doppia tassazione e a garantire che le operazioni transfrontaliere non siano penalizzate dalla tassazione sulle plusvalenze[30];
- la Direttiva Madre-Figlia (2011/96/UE) stabilisce un regime fiscale favorevole per le società madri e le loro filiali situate in Stati diversi[31];
- la Direttiva Anti-Abuso (2016/1164/UE) vuole garantire che le esenzioni fiscali, comprese quelle sulle plusvalenze, non siano abusate per eludere le imposte[32].

In Italia, la Legge di bilancio n303 del 2024 ha esteso la disciplina della PEX anche ai soggetti non residenti che risiedono in Stati membri dell'UE o in Stati aderenti all’accordo sullo Spazio economico europeo SEE, in seguito all’accertamento di specifiche condizioni. 
Questa ultima estensione avvicina l’Italia agli standard europei superando potenziali contrasti con i diritti e le libertà sancite nel Trattato sul funzionamento dell'Unione europea (TFUE), come precisato sia dalla giurisprudenza della Corte di giustizia dell'Unione europea con la sentenza 19 novembre 2009, C-540/07, sia dalla Cassazione civile, sezione V, con la sentenza del 25 settembre 2023, n. 27267 la quale conferma per la prima volta l'orientamento giurisprudenziale secondo cui il regime delle Participation Exemption debba essere esteso a società residenti in Stati membri dell'Unione europea senza stabile organizzazione in Italia. La Corte evidenzia l’importanza di armonizzare il sistema italiano con quello degli altri Paesi europei al fine di eliminare lo svantaggio competitivo ed incentivare i trasferimenti di complessi aziendali attraverso la cessione delle partecipazioni societarie.

#### Participation exemption
Con effetto dal 1º gennaio 2004 è stata introdotta un'ulteriore agevolazione che in presenza di determinati requisiti, esclude totalmente la tassazione delle plusvalenze da cessione di partecipazioni azionarie e titoli similari (participation exemption disciplinata all'art.87 TUIR). Si accompagna a tale esenzione, la totale indeducibilità delle minusvalenze da cessioni di partecipazioni e titoli per i quali è prevista l'esenzione delle plusvalenze. Queste norme hanno effetto solo fiscale, mentre le minusvalenze e plusvalenze conseguite continuano a formare l'utile d'esercizio anche in presenza delle caratteristiche previste da questo articolo.. La participation exemption (PEX) è un regime fiscale introdotto per mitigare il fenomeno della doppia imposizione economica sui redditi derivanti dalle società, applicando un’esenzione parziale sulle plusvalenze. In Italia, l’utile prodotto da una società è soggetto a tassazione mediante l'IRES, mentre i soci potrebbero essere nuovamente tassati su tali utili in caso di distribuzione di dividendi o cessione di partecipazioni. Per evitare questa doppia imposizione, la normativa prevede che una parte della plusvalenza ottenuta dalla cessione di partecipazioni sia esente da imposta. 
Secondo il regime della participation exemption, stabilito dall’art. 87 del TUIR, le plusvalenze derivanti dalla cessione di partecipazioni sono imponibili solo per il 5% del loro ammontare, mentre il 95% rimane esente.. Questo regime ha l’obiettivo di rendere il sistema fiscale italiano competitivo rispetto ad altri Paesi europei, riducendo l’onere fiscale per gli investitori.
Affinché la participation exemption si applichi, devono essere soddisfatte quattro condizioni simulataneamente:
1. Durata del possesso: la partecipazione deve essere detenuta per almeno 12 mesi prima della cessione.
2. Qualifica come immobilizzazione finanziaria: la partecipazione deve essere classificata come investimento duraturo, e non come strumento a scopo speculativo.
3. Residenza della società partecipata: la società in cui si detiene la partecipazione non deve avere sede in un Paese a regime fiscale privilegiato, salvo casi specifici in cui sia dimostrato il contrario tramite interpello, come previsto dall’art. 47-bis comma 2, lett. b) del TUIR.
4. Svolgimento di attività commerciale: la società partecipata deve svolgere un’attività commerciale effettiva da almeno tre anni.

La ratio della norma è da ricollegare all'ipotesi secondo cui il valore di mercato delle azioni è strettamente collegato al valore del patrimonio netto della società che le ha emesse. Pertanto, un incremento di valore delle azioni è collegato all'incremento di valore del patrimonio netto dovuto all'accantonamento di utili non distribuiti a riserve di patrimonio.
La tassazione residuale del 5% delle plusvalenze in esenzione rappresenta una misura compensativa per recuperare i costi di gestione delle partecipazioni. Questo regime risponde inoltre alla direttiva europea 2011/96/UE, che promuove la riduzione della doppia imposizione mantenendo comunque un livello minimo di imposizione.
La Legge di Bilancio 2024 ha introdotto un ampliamento della participation exemption ai soggetti non residenti che cedono partecipazioni qualificate in società italiane, purché situati in Paesi dell’UE o dello Spazio Economico Europeo. Anche per questi soggetti l’imponibile è ridotto al 5%, con un’aliquota complessiva dell’1,3%. Questa misura è in linea con i principi comunitari di libera circolazione dei capitali, con l’obiettivo di garantire parità di trattamento tra investitori residenti e non residenti.

#### Imprese in fase di start-up
Tra i requisiti fondamentali per l'applicazione del regime di participation exemption risulta quello dell'esercizio effettivo di un'attività commerciale. Si riteneva dubbioso se esso fosse riscontrabile nelle imprese in fase di startup, consistente nel lasso di tempo nel quale vengono poste in essere le attività finalizzate alla creazione della struttura organizzativa aziendale necessaria per poter avviare l'attività d'impresa. Per risolvere questa incertezza è intervenuta l'Agenzia delle entrate con la circolare n. 7/2013, dove si è chiarito che il requisito di commercialità previsto dalla disciplina del TUIR sussista nelle imprese in fase di start-up solo se sia seguita dal concreto esercizio di un'attività commerciale. Si realizza quindi un effetto di «trascinamento all'indietro»  del suddetto requisito, attribuendo retroattivamente rilievo alla fase di start-up ai fini del conteggio del periodo necessario per soddisfarlo. La ratio dietro questa decisione è volta a combattere l'elusione fiscale poiché, in assenza di un'attività economica avviata, diventa complicato accertare nel concreto la differenza tra i beni destinati all'uso personale e i beni impegnati nell'impresa, con il conseguente rischio che il contribuente possa attribuire natura d'azienda ad una società inattiva, rimandando indefinitamente l'inizio dell'attività e godendo ingiustamente dei benefici della disciplina di participation exemption.